# Nere Basabe
Nere Basabe Martínez (Bilbao, 1978) es una politóloga, novelista, articulista y traductora española, de origen vasco, que escribe en lengua castellana y traduce del francés. Estuvo becada en la Residencia de Estudiantes de Madrid (2005−2008).

## Narrativa
En 2008 publicó Clara Venus (Tropo Editores), novela histórica ambientada en el París del poeta Charles Baudelaire. Su segunda novela fue El límite inferior (Salto de Página, 2015) que se enmarca en la estela narrativa marcada por la crisis económica de 2008 en su variante española cuyo emblema principal fue la producción del autor valenciano Rafael Chirbes.
Sus cuentos se han publicado en revistas como Letra Clara, Penúltima, Extramuros o Eñe y han merecido diversos premios, como los Nuevos de Alfaguara (1995) o el Federico García Lorca (1999).

## Periodismo
Sus artículos viajeros de tema vasco se publicaron en el diario El País entre 2013 y 2017. Entre 2016 y 2019, fue colaboradora fija de la revista femenina Mujer Hoy. Fue columnista política del periódico digital Público entre 2021 y 2023.

## Traducciones
Además de varios textos académicos breves, ha traducido el ensayo de Lucien Jaume Tocqueville: los orígenes aristocráticos de la libertad: una biografía intelectual y la novela La fuente clara de David Bosc.

## Perfil académico
Es profesora de Historia Contemporánea en la Universidad Autónoma de Madrid desde 2015. Su trayectoria académica ha transcurrido, principalmente, entre España y Francia: se licenció en Ciencias Políticas en la Universidad de Granada, en Filosofía en la Universidad Nacional de Educación a Distancia, se diplomó en Estudios Europeos en el Institut d'Etudes Politiques de Estrasburgo y, tras completar varias estancias en la Universidad Sorbona Nueva París 3 y el Instituto Universitario Europeo de Florencia, se doctoró con un tesis de Historia del Pensamiento Político en la Universidad Complutense. Fue investigadora posdoctoral en Sciences-Po (París) y en la Universidad del País Vasco. Su investigación se ha centrado de manera principal en la historia política e intelectual de la cultura francesa del siglo XIX.